# Zara Prima
Zara Prima, o Zara I, nome d'arte di Giulia Cerasaro (Roma, 8 agosto 1894 – Roma, 25 marzo 1966), è stata una cantante italiana.
Affermata canzonettista e interprete dello spettacolo leggero degli anni venti, divenne celebre soprattutto con le canzoni del repertorio dialettale, napoletano e romano.

## Biografia
Dopo un fortunato debutto al Teatro Sala Umberto di Roma nel 1916, divenne una protagonista degli spettacoli dei teatri di varietà della capitale. Sposò Graziano Jovinelli, figlio dell'impresario Giuseppe Jovinelli, fondatore del Teatro Jovinelli di Roma.
Negli anni venti e trenta del XX secolo portò al successo molte canzoni divenute celebri, come La canzone dell'amore, Canzone sincera, Serenata a Maria, partecipando anche ad alcune edizioni delle audizioni di Piedigrotta. Tra il 1927 e il 1928 effettuò una tournée accompagnata dal noto chitarrista classico Pasquale Taraffo.
Nel suo repertorio di interpretazioni in dialetto romanesco si ricordano gli Stornelli del Sor Capanna.
Si ritirò dalle scene nel 1943.
È sepolta al Cimitero del Verano

## Discografia
- Caffè concerto a cura di Roberto Leydi. Disco 33 gg. Milano: Ricordi, 1964

## Discografia 78 giri
- 1930: Stornellata romana 1^/Stornellata romana 2^ (con Giglio) (Odeon, Go 17181)
- Popolana/Vola canzona (Fonit)
- 1933 Stornelli romani Botta e risposta A/B (con Renato Ciotti) (Fonit)
- Popolanella/Stornello delle Fravole (con Fusco) (Fonit 6239)
- Stornelli Dispettosi (con Fusco) (Excelsius, MA 7242)